# Johannes Borman

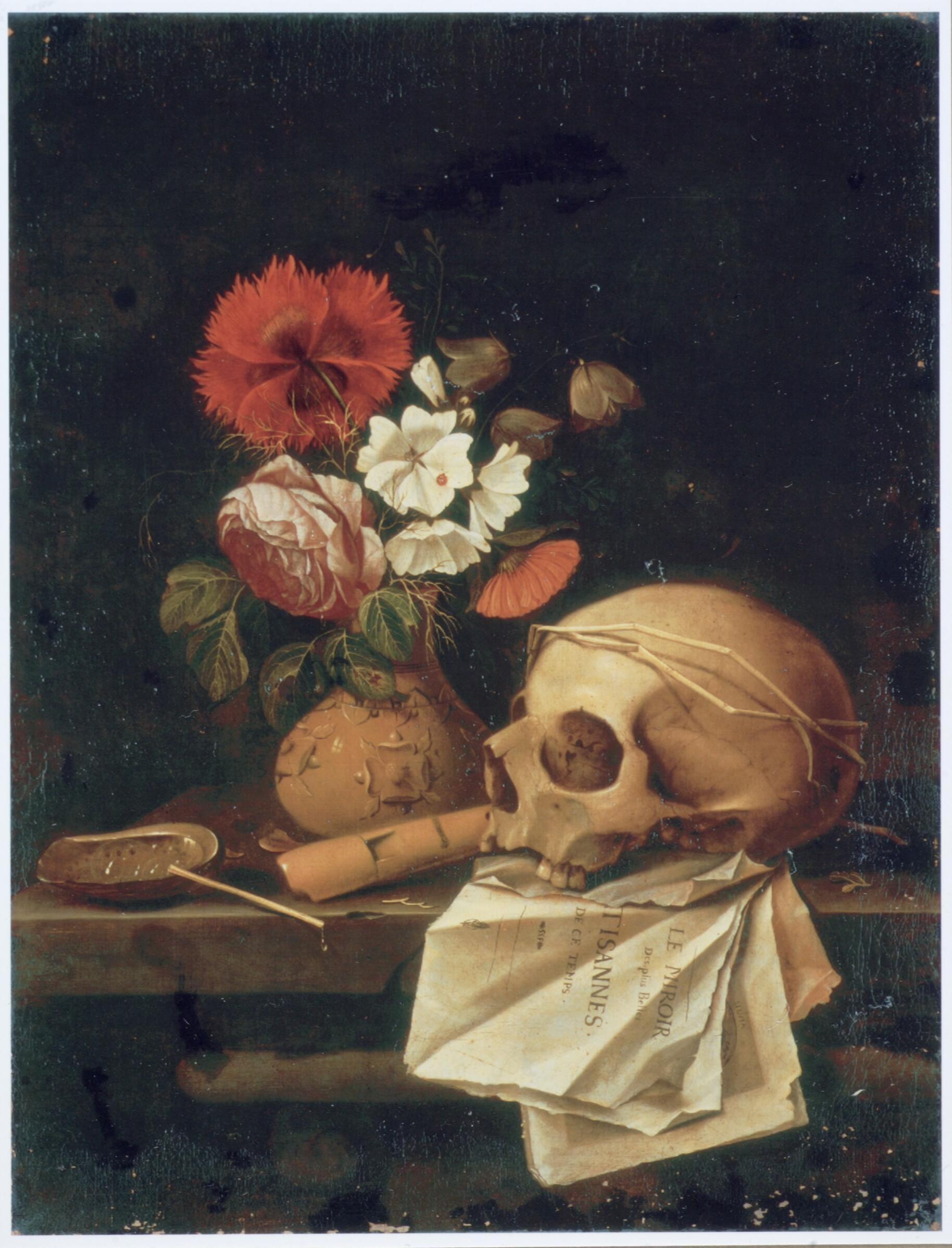
Johannes Borman, Spiegel der alderschoonste cortisanen deses tyts, ca. 1653-1660

Johannes Borman (Den Haag, ca. 1620 - Amsterdam, na 1659) was een Nederlands kunstschilder uit de periode van de Gouden Eeuw. Hij vervaardigde stillevens met bloemen, vruchten en vanitas-elementen.
Over het leven van Borman is weinig met zekerheid bekend. Zijn geboortedatum wordt volgens het RKD gesteld tussen 1620 en 1625. In de periode 1653 tot 1658 was hij actief in Leiden, waar hij lid was van het plaatselijke Sint-Lucasgilde. In 1659 wordt hij vermeld als burger van Amsterdam.